# 베르흐네빌류이스키군

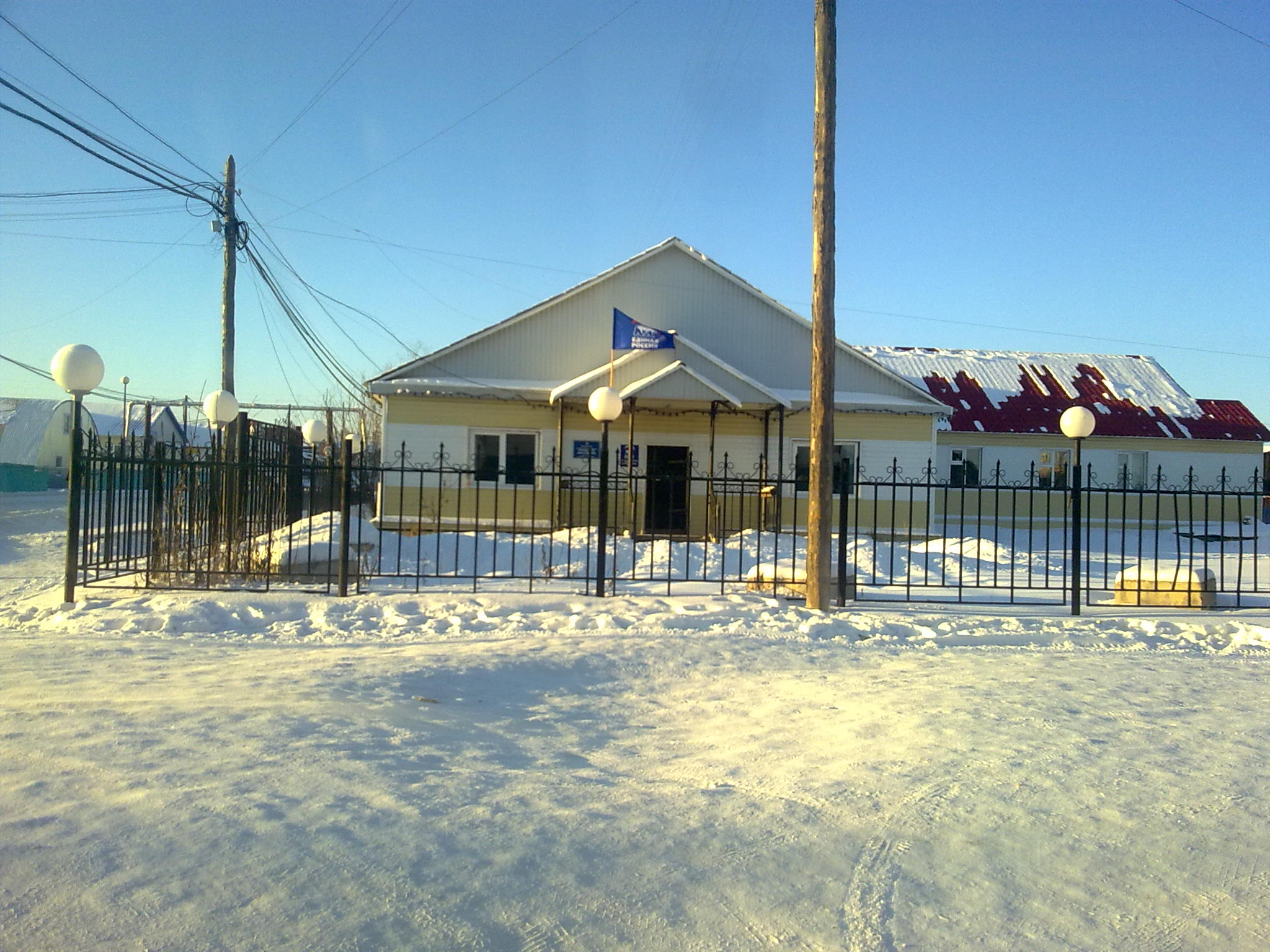

베르흐네빌류이스키군(러시아어: Верхневилюйский улус)은 사하 공화국에 위치한 군이다.
면적은 431,700km2, 인구는 21,200명(2005)이다. 1인당 인구 밀도는 0.5명/km2이다.
중심지는 베르흐네빌류이스크(Верхневилюйск)이다.